# Juan Carlos Guzmán Betancur
Juan Carlos Guzmán Betancur (Roldanillo, 26 de junio de 1976) es un estafador colombiano.

## Biografía
Nacido en Roldanillo (Valle del Cauca), vivió en Cali. Fue conocido en 1993, por viajar entre Bogotá y Miami en el tren de aterrizaje de un avión y sobrevivir, haciéndose llamar 'Guillermo Rosales'. Fue deportado tras descubrir su verdadera identidad. Volvería a viajar a Estados Unidos usando la identidad de un sacerdote, nuevamente deportado y utilizando la identidad de un camarógrafo viajó a España donde se pudo establecer y recibió la nacionalidad española, iniciando a usar múltiples identidades. Fue detenido en Reino Unido en 2005, y se fugaría de la prisión de Kent, en Irlanda, en diciembre de 2006. En 2009 fue detenido en Estados Unidos al cruzar la frontera entre Canadá y Estados Unidos sin autorización.
Se cree que Guzmán robó al menos un millón de dólares en varios países. Ha utilizado al menos diez identidades falsas diferentes y ha sido perseguido en Colombia, Venezuela, México, Canadá, Rusia, Tailandia y Japón. Su historia ha inspirado novelas y ha sido presentada en documentales.